# Julien Decoin
Pour les articles homonymes, voir Decoin.
Julien Decoin, né le 13 mai 1985 à Paris, est un écrivain et assistant réalisateur français.

## Biographie
Julien Decoin est né en 1985 à Paris. Fils de l'écrivain et scénariste Didier Decoin,, il a deux frères. Julien Decoin est romancier et assistant réalisateur pour le cinéma et la télévision.
Son roman Soudain le large reçoit le prix Éric Tabarly du meilleur livre de mer en 2018,,.

## Publications
- Un truc sauvage, Paris, Éditions du Seuil, 2014, 264 p. (ISBN 978-2-02-112503-0, lire en ligne)[7], son premier roman[8]
- Soudain le large : roman, Paris, Éditions du Seuil, 2017, 254 p. (ISBN 978-2-02-130822-8)[9]
- Platines : roman, Paris, Éditions du Seuil, 2019, 232 p. (ISBN 978-2-02-140441-8)
- Temps calme, pleine tempête, 2023, 183 p. (ISBN 9782021519136)

## Filmographie

### Réalisateur
- 2018 : L'autostoppeuse[10],[11] (court métrage)